# Cross Roads (Pennsylvania)
Cross Roads è un comune (borough) degli Stati Uniti d'America, situato nello stato della Pennsylvania, nella contea di York.